# Club de Deportes La Pintana
Il Club de Deportes La Pintana è una società calcistica cilena, con sede a La Pintana. Milita nella Liga Chilena de Fútbol Segunda División, la terza serie del calcio cileno.

## Storia
Fondato nel 2009, non ha mai vinto trofei nazionali.